# Francesco Ferdinando d'Austria-Este
Francesco Ferdinando Carlo Luigi Giuseppe d'Austria-Este (in tedesco Franz Ferdinand Karl Ludwig Joseph von Habsburg-Lothringen-Este; Graz, 18 dicembre 1863 – Sarajevo, 28 giugno 1914) è stato un nobile e militare austriaco, arciduca della dinastia degli Asburgo in Austria ed erede al trono austro-ungarico. Fu duca pretendente di Modena e Reggio, ma il popolo aveva scelto l'annessione plebiscitaria al Regno di Sardegna nel 1860.
Il suo assassinio da parte di Gavrilo Princip a Sarajevo, città della Bosnia ed Erzegovina annessa all'Austria, rappresentò il pretesto impiegato dall'Impero austro-ungarico per dichiarare guerra alla Serbia, diventando quindi il casus belli della prima guerra mondiale.

## Biografia

### I primi anni
Francesco Ferdinando era figlio di Carlo Ludovico d'Asburgo-Lorena e di Maria Annunziata di Borbone-Due Sicilie. Nelle sue vene scorreva il sangue di 112 famiglie aristocratiche e tra i suoi avi si contano 2047 antenati illustri, tra i quali Maria Teresa d'Austria, Carlo V, Filippo II di Spagna, Luigi XIV di Francia, Ugo Capeto, Carlo Magno, Enrico I l'Uccellatore, Eleonora d'Aquitania, Federico II di Svevia, Maria Stuarda e molti altri.
Con la morte di Francesco V d'Asburgo-Este, ultimo duca regnante di Modena e Reggio, nel 1875, si estinse il ramo maschile della famiglia che discendeva dal nonno. Il duca aveva lasciato in eredità gran parte delle sue proprietà private a Francesco Ferdinando, a certe condizioni, fra cui l'adozione del nome degli Este.

### La carriera militare
Egli entrò in giovane età nell'esercito austriaco, all'età di soli 14 anni raggiunse il grado di tenente, capitano a 22, colonnello a 27 e maggiore generale a 31. Venne considerato idoneo al comando e gli venne conferito il comando del 9º reggimento di ussari ungherese. Nel 1898 ricevette una commissione "per speciale disposizione di Sua Maestà" di svolgere un'indagine su tutti gli aspetti del servizio militare in alcuni dipartimenti. Creò una propria cancelleria militare guidata da Alexander Brosch Edler von Aarenau, in contrapposizione a quella dell'imperatore. Nel gennaio del 1914 Francesco Ferdinando venne nominato ispettore generale di tutte le forze armate dell'Austria-Ungheria, una posizione superiore a quella del suo predecessore arciduca Alberto d'Asburgo-Teschen dal momento che includeva anche il comando delle operazioni militari in tempo di guerra.

### Erede al trono, matrimonio

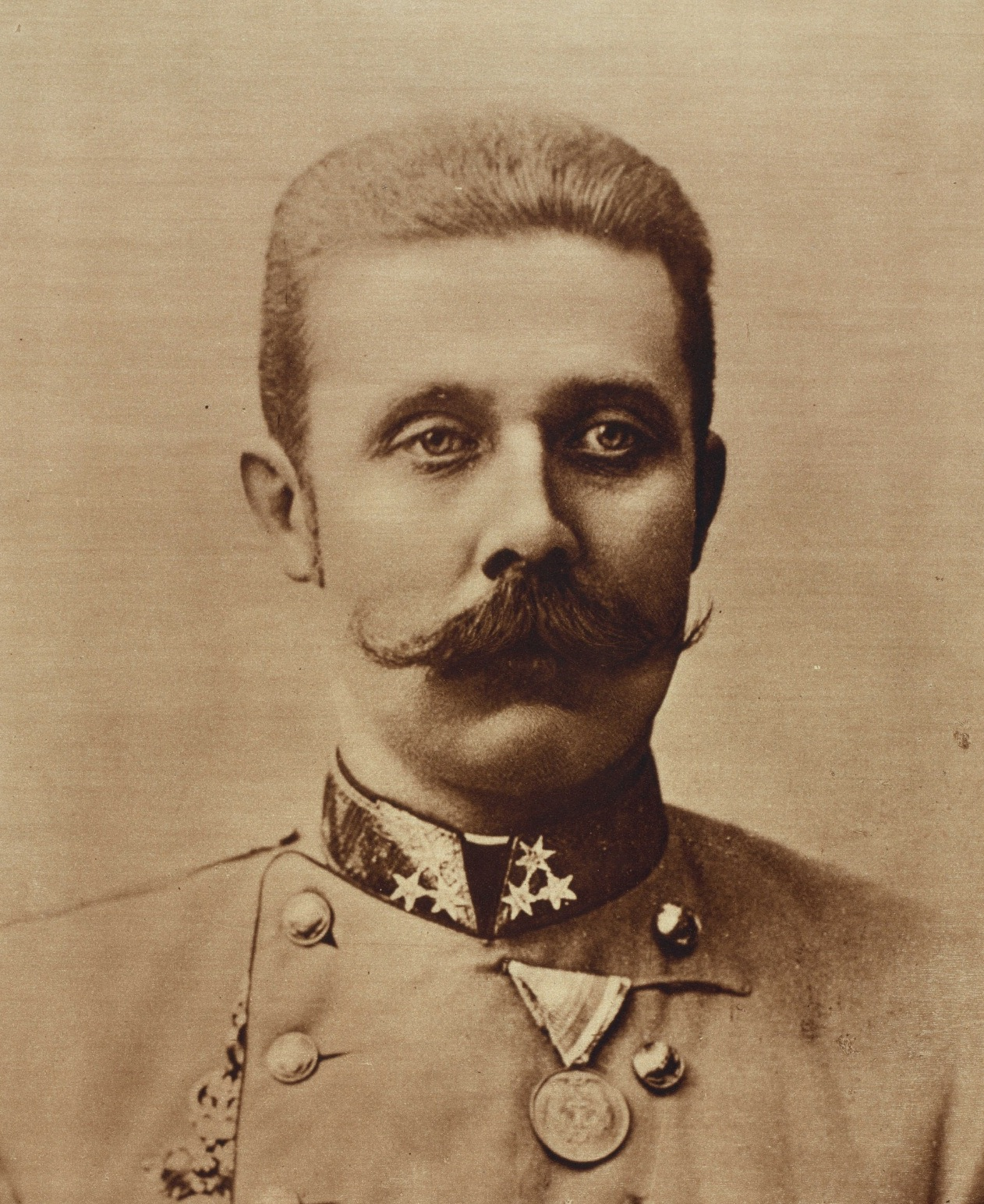
Francesco Ferdinando con la medaglia della navigazione del 1892/1893

Francesco Ferdinando era nipote (figlio del fratello) dell'imperatore Francesco Giuseppe I d'Austria e, al momento della sua nascita, terzo in linea di successione al trono dopo il cugino Rodolfo e il padre. Nel 1889 il cugino Rodolfo si suicidò a Mayerling senza lasciare eredi maschi e Carlo Ludovico, padre di Francesco Ferdinando, divenne il primo in linea di successione.
Nel 1896 il padre morì e Francesco Ferdinando divenne quindi l'erede al trono austro-ungarico. L'imperatore Francesco Giuseppe, nonostante l'età avanzata, mantenne tuttavia saldamente il potere e lo tenne sempre lontano dalle decisioni di governo, come del resto aveva fatto in precedenza con il figlio Rodolfo.
Il suo matrimonio (1º luglio 1900) con la contessa Sophie Chotek von Chotkowa fu autorizzato solo dopo che la coppia ebbe accettato che la sposa non avrebbe goduto dello status di reale e che i loro figli non avrebbero dovuto avere pretese al trono. Francesco Giuseppe non partecipò alla cerimonia del matrimonio, così come non vi partecipò il fratello dello sposo, Ferdinando Carlo.
Col matrimonio, la contessa divenne Sua Altezza Serenissima Principessa Sophie von Hohenberg, ma nel 1909 il suo titolo fu elevato a Sua Altezza Duchessa Sophie von Hohenberg.

### La politica

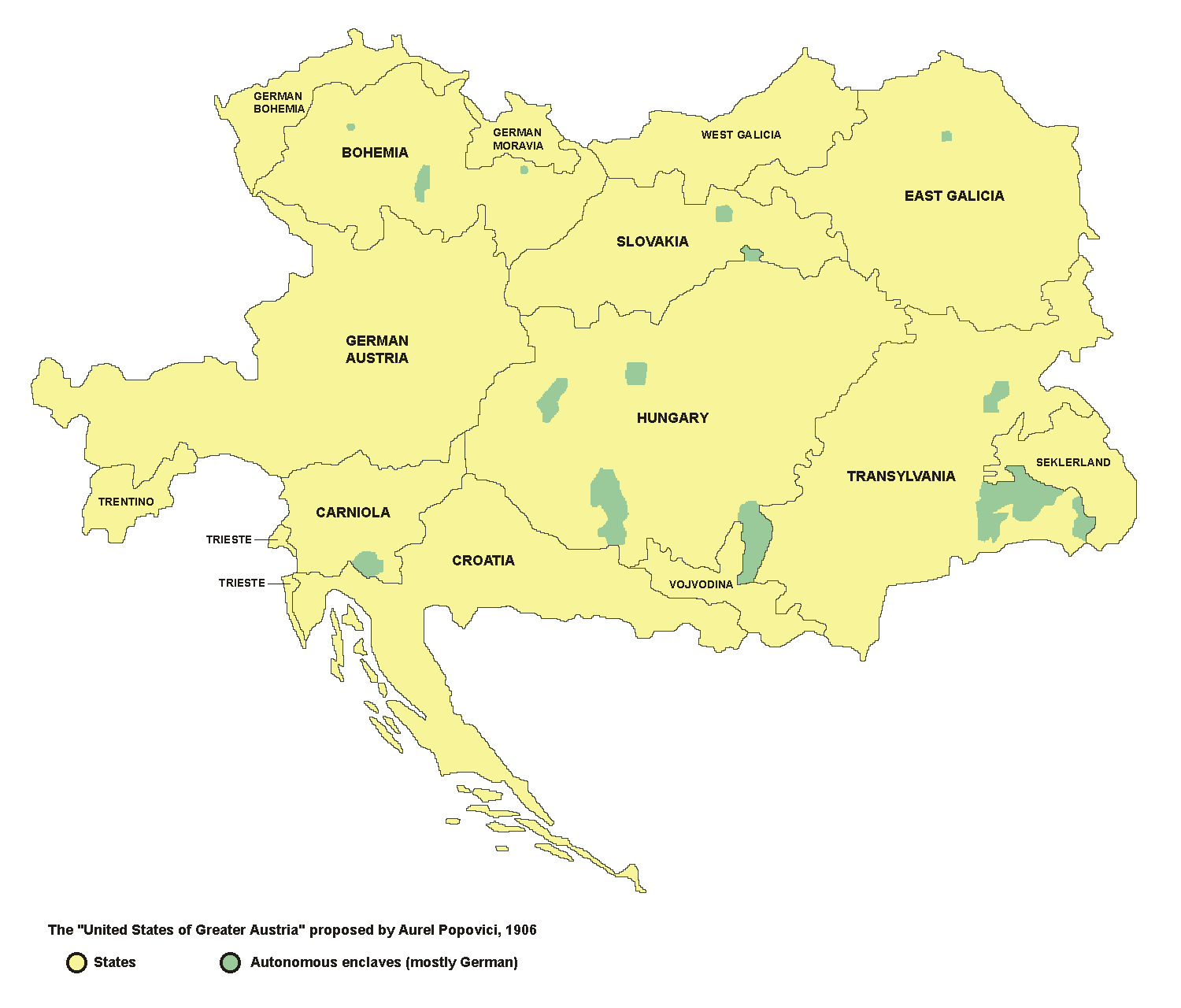
Mappa della federalizzazione dell'Austria-Ungheria pianificata dall'arciduca Francesco Ferdinando con stati membri della stessa corona ma con governi separati

Francesco Ferdinando si alienò la simpatia di gran parte dell'opinione politica austro-ungarica: i nazionalisti ungheresi si opposero al suo sostegno al suffragio universale maschile, che avrebbe minato la predominanza magiara nel regno ungherese. Sia i sostenitori sia gli oppositori all'esistente struttura duale dell'Impero erano sospettosi della sua idea di un terzo regno slavo dominato dai croati, comprendente la Bosnia ed Erzegovina, possibile baluardo contro ciò che veniva percepito nella Ballhausplatz (Ministero degli Esteri) di Vienna come l'irredentismo serbo. I non-cattolici e gli anticlericali erano infastiditi dal suo patronato (22 aprile 1900) all'associazione delle scuole cattoliche.
Francesco Ferdinando al di fuori del mondo tedesco venne considerato a torto come il leader del "partito della guerra" dell'impero austro-ungarico, ma era una percezione completamente falsa. Infatti, l'arciduca fu uno dei principali sostenitori del mantenimento della pace all'interno del governo austro-ungarico, sia durante la crisi bosniaca del 1908-1909, sia durante le guerre balcaniche del 1912-1913.
Gli storici generalmente attribuiscono al governo di Francesco Ferdinando idee piuttosto liberali sulla visione dell'Impero alla sua epoca. Dal canto suo era intenzionato a concedere grande autonomia ai diversi gruppi etnici presenti nel territorio imperiale, in particolare ai cechi in Boemia, agli iugoslavi in Croazia e in Bosnia, proseguendo idealmente ciò che era stato realizzato con la creazione, nel 1867, della monarchia austro-ungarica.
Ma i suoi sentimenti nei confronti degli ungheresi si dimostravano comunque meno generosi: infatti reputava che nel corso dei secoli, il nazionalismo ungherese fosse stato già abbastanza dannoso all'Austria, e addirittura vengono riportati grandi scatti d'ira da parte dell'arciduca, quando gli ufficiali del 9º reggimento ussari, che egli comandava, parlavano in sua presenza in ungherese (malgrado questo fosse di fatto il linguaggio ufficiale del reggimento). Inoltre riteneva che la compagine magiara dell'esercito austriaco potesse rappresentare una minaccia all'interno delle file dell'esercito stesso.

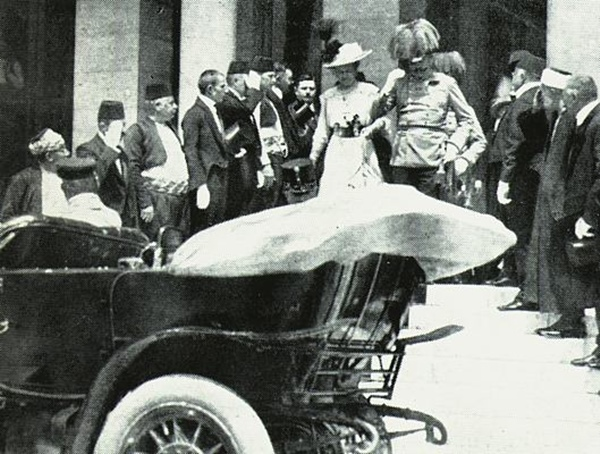
L'Arciduca con Sophie Chotek von Chotkowa pochi attimi prima dell'attentato si accingono a salire sulla Gräf & Stift 28/32 PS del 1910

Infine riteneva necessario avere un approccio prudente verso la Serbia, seguendo la linea programmatica di Franz Conrad von Hötzendorf, il quale riteneva che tale stato, pur di rendersi indipendente, avrebbe addirittura coinvolto l'Austria in una guerra contro la Russia, causando rovina per entrambi gli imperi.
Ferdinando ebbe motivi di screzio con il governo, in occasione della Ribellione dei Boxer nel 1900, quando tutti gli stati europei (persino "gli stati nani come Belgio e Portogallo" come li definiva l'arciduca) avevano inviato delle truppe in Cina per sedare la rivolta, mentre l'Austria non era intervenuta.
In politica estera Francesco Ferdinando fu sempre molto attivo, organizzando viaggi e visite a regnanti stranieri con i quali, in molti casi, aveva stretto un rapporto di amicizia, che nella sua ottica, gli sarebbe stato molto utile una volta salito al trono. Grande affinità l'aveva dimostrata con il Kaiser, Guglielmo II di Germania, oltre che con il re Carlo I di Romania, e addirittura col nizam Asif Jah VI di Hyderabad, stato principesco dell'India.
Francesco Ferdinando, inoltre, era un influente sostenitore della marina austro-ungarica, in un'epoca però in cui il divenire una potenza marittima non era tra gli obiettivi dell'impero, motivo per cui era poco conosciuta. Per onorare la sua scelta di preferire la marina, dopo il suo assassinio nel 1914, il corpo di Francesco Ferdinando e di sua moglie vennero trasportati sulla SMS Viribus Unitis.

### L'attentato e la morte

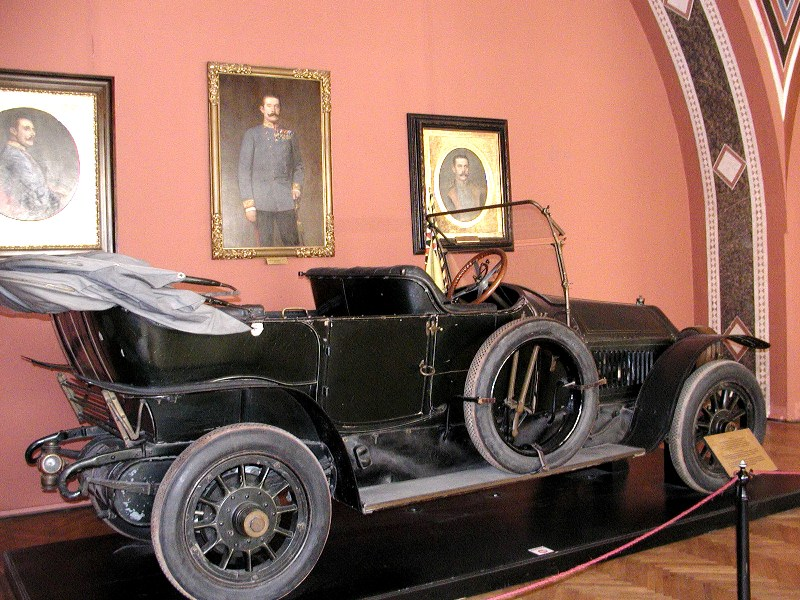
La Gräf & Stift Bois de Boulogne del 1910 (4 marce, 32 cavalli) sulla quale l'arciduca Francesco Ferdinando e la moglie stavano viaggiando quando avvenne il tragico attentato del 28 giugno. L'automobile si trova oggi presso l'Heeresgeschichtliches Museum di Vienna

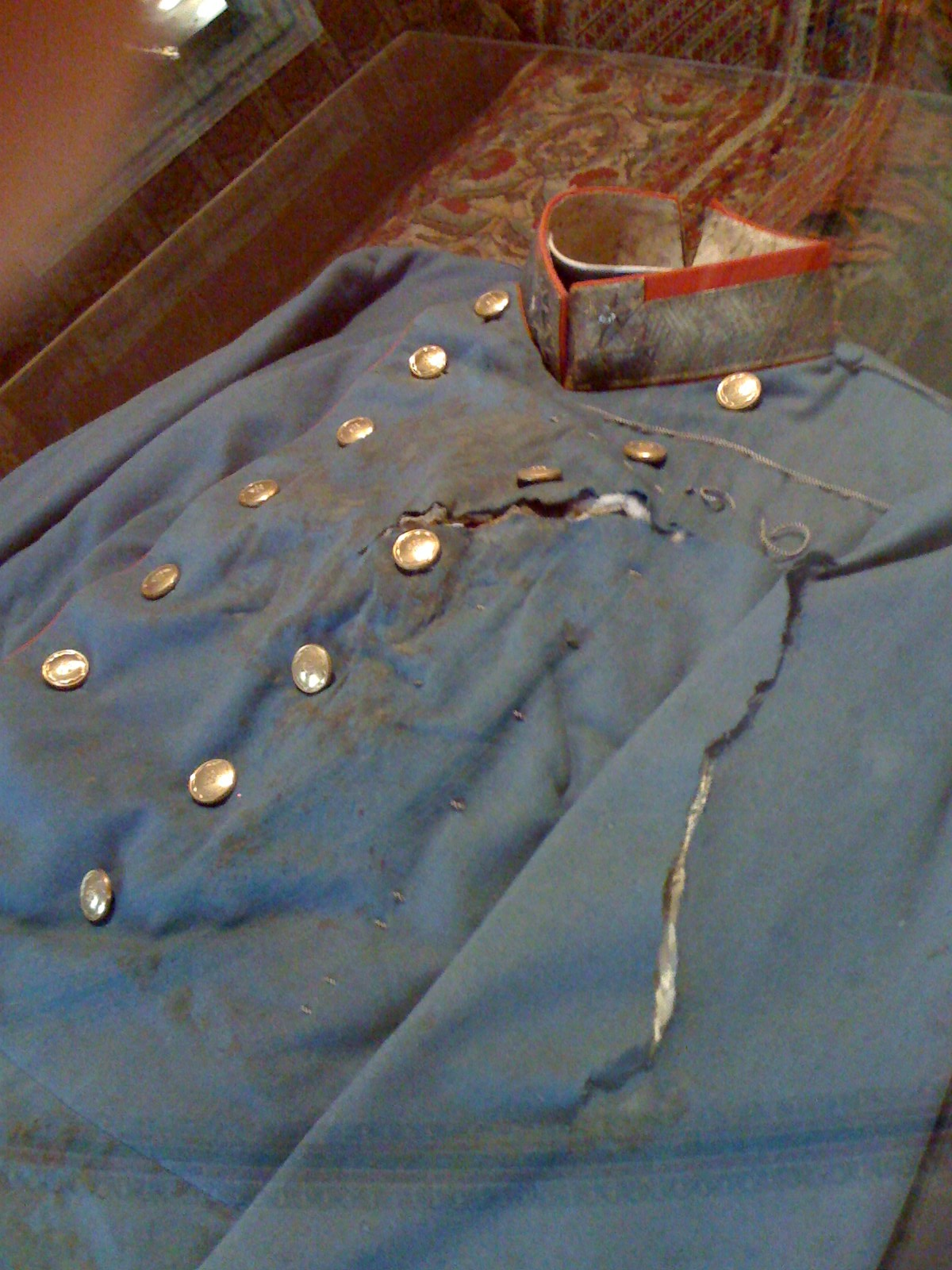
L'uniforme indossata dall'arciduca Francesco Ferdinando il giorno della sua morte. Sono visibili oltre ai fori di proiettile anche tracce di sangue di quell'attentato.

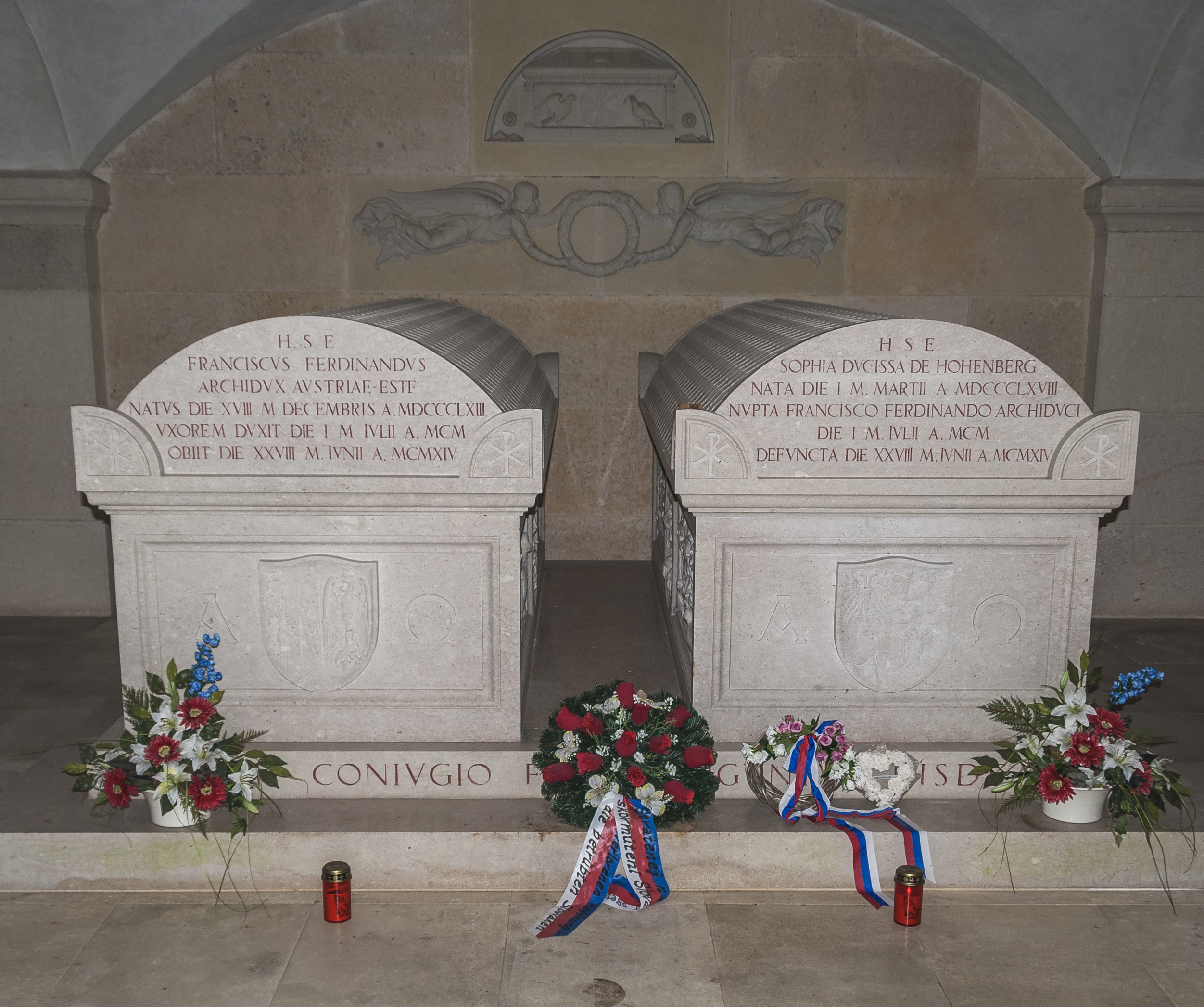
Tombe dell'arciduca Francesco Ferdinando d'Austria e di sua moglie Sofia, duchessa di Hohenberg nella cripta del castello di Artstetten in Bassa Austria

Il 28 giugno 1914, nel giorno di San Vito, l'arciduca Francesco Ferdinando, erede al trono d'Austria-Ungheria e sua moglie Sofia, furono colpiti a morte a Sarajevo dai colpi di pistola sparati da Gavrilo Princip, membro della Mlada Bosna (Giovane Bosnia), un gruppo che mirava all'unificazione di tutti gli jugoslavi (Slavi del sud).
La pistola usata da Gavrilo Princip per assassinare l'arciduca era una Browning FN M1910 semiautomatica, il proiettile esploso contro l'arciduca è esposto come pezzo da museo nel castello di Konopiště, vicino alla città di Benešov, nella Repubblica Ceca.
Un resoconto dettagliato dell'assassinio venne fatto nell'opera Sarajevo da Joachim Remak:
Francesco Ferdinando è oggi sepolto nel Castello di Artstetten nella Bassa Austria. I funerali della coppia furono in forma dimessa, senza processione. Era stato lo stesso Francesco Ferdinando a scegliere la dimora di famiglia ad Arstetten come luogo di sepoltura, poiché intendeva essere seppellito accanto alla moglie, la cui bassa dignità impediva di accedere alla Cripta dei Cappuccini di Vienna, riservata ai soli membri della famiglia imperiale.

### Giudizi storici
Alan John Percival Taylor lo descrive come «uno dei peggiori prodotti della Casa d'Asburgo: reazionario, clericale, brutale e insopportabile». Questo giudizio totalmente negativo è oggi in gran parte rovesciato dalla nuova storiografia, e Jean-Louis Thiériot lo presenta come «un principe riformatore in politica e iconoclasta nella sua vita privata».

### Il carattere

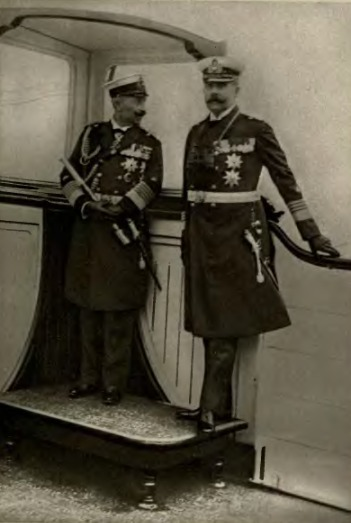
Il Kaiser Guglielmo II (a sinistra) e l'arciduca Francesco Ferdinando (a destra). Possedevano due personalità molto simili e avevano uno stretto rapporto d'amicizia

Lo storico tedesco Michael Freund descriveva Francesco Ferdinando come "un uomo che non ispirava energia, scuro nell'apparenza e nelle emozioni, che irradiava un'aura di stranezza ed un'ombra di violenza e avventatezza ... una personalità distinta rispetto alla amabile inerzia della società austriaca del suo tempo." Un contemporaneo, Karl Kraus, scriveva di lui: "non è una persona che tende a salutarti ... non sente alcuna inclinazione verso quella regione inesplorata che i viennesi chiamano "cuore"." Le sue relazioni con l'Imperatore Francesco Giuseppe furono sempre piuttosto tese e un servitore personale di quest'ultimo in particolare riportava nelle sue memorie "vi erano sempre tuoni e fulmini sempre nelle loro discussioni." Aveva invece un ottimo rapporto col Kaiser di Germania Guglielmo II il quale gli assomigliava per molti aspetti, soprattutto per l'ideale di assolutismo e militarizzazione che contraddistinguevano entrambi i personaggi.
Francesco Ferdinando, inoltre, aveva una grandissima passione per la caccia, che spesso lo portava a degli eccessi. Nei suoi diari egli tenne stima delle prede uccise che sono indicate in 300.000 di cui 5.000 cervi. Una piccola parte dei suoi trofei sono ancora oggi in mostra al castello boemo di Konopiště.

#### Leo Valiani su Francesco Ferdinando
Lo storico italiano Leo Valiani ne ha invece un'opinione più articolata, e scrive:

## Discendenza

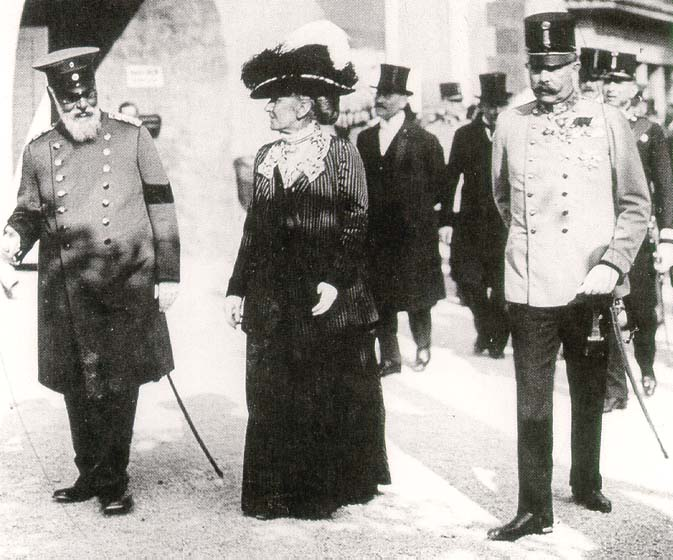
Francesco Ferdinando e Sofia insieme al re Ludovico III di Baviera

I figli del matrimonio morganatico fra Francesco Ferdinando e Sofia furono:
- Sophie von Hohenberg (1901-1990), sposò il Conte Friedrich von Nostitz-Rieneck (1891-1973);
- Maximilian von Hohenberg (1902-1962), cr. I Duca di Hohenberg 1917, sposò la Contessa Elisabeth von Waldburg (1904-1993);
- Ernst von Hohenberg (1904-1954), sposò Marie-Therese Wood (1910-1985);
- un figlio nato morto (1908).

## Commemorazioni
L'arciduca Francesco Ferdinando e il suo Castello di Artstetten sono stati scelti per commemorare la moneta da 10 euro emessa dalla Repubblica d'Austria il 13 ottobre 2004 in occasione dei 90 anni dell'assassinio dell'arciduca. Il retro della moneta mostra l'entrata della cripta della famiglia Hohenberg. Sotto si trovano due ritratti dell'arciduca Francesco Ferdinando e della moglie, la duchessa Sofia di Hohenberg.

## Ascendenza
|                                       |                               |                                          | Genitori                                   |  |  | Nonni |  |  | Bisnonni              |  |  | Trisnonni             |  |
|                                       |                               |                                          |                                            |  |  |       |  |  | Francesco I d'Austria |  |  | Leopoldo II d'Austria |  |
|                                       |                               |                                          |                                            |  |  |       |  |  | Francesco I d'Austria |  |  | Leopoldo II d'Austria |  |
|                                       |                               | Maria Luisa di Spagna                    |                                            |  |  |       |  |  | Francesco I d'Austria |  |  |                       |  |
| Francesco Carlo d'Asburgo-Lorena      |                               |                                          |                                            |  |  |       |  |  | Francesco I d'Austria |  |  |                       |  |
|                                       |                               | Maria Teresa di Napoli e Sicilia         | Ferdinando IV di Napoli e III di Sicilia   |  |  |       |  |  |                       |  |  |                       |  |
|                                       |                               | Maria Teresa di Napoli e Sicilia         | Ferdinando IV di Napoli e III di Sicilia   |  |  |       |  |  |                       |  |  |                       |  |
|                                       |                               | Maria Teresa di Napoli e Sicilia         | Maria Carolina d'Austria                   |  |  |       |  |  |                       |  |  |                       |  |
| Carlo Ludovico d'Asburgo-Lorena       |                               | Maria Teresa di Napoli e Sicilia         |                                            |  |  |       |  |  |                       |  |  |                       |  |
|                                       |                               | Massimiliano I Giuseppe di Baviera       | Federico Michele di Zweibrücken-Birkenfeld |  |  |       |  |  |                       |  |  |                       |  |
|                                       |                               | Massimiliano I Giuseppe di Baviera       | Federico Michele di Zweibrücken-Birkenfeld |  |  |       |  |  |                       |  |  |                       |  |
|                                       |                               | Massimiliano I Giuseppe di Baviera       | Maria Francesca del Palatinato-Sulzbach    |  |  |       |  |  |                       |  |  |                       |  |
| Sofia di Baviera                      |                               | Massimiliano I Giuseppe di Baviera       |                                            |  |  |       |  |  |                       |  |  |                       |  |
|                                       |                               | Carolina di Baden                        | Carlo Luigi di Baden                       |  |  |       |  |  |                       |  |  |                       |  |
|                                       |                               | Carolina di Baden                        | Carlo Luigi di Baden                       |  |  |       |  |  |                       |  |  |                       |  |
|                                       |                               | Carolina di Baden                        | Amalia d'Assia-Darmstadt                   |  |  |       |  |  |                       |  |  |                       |  |
| Francesco Ferdinando d'Asburgo-Lorena |                               | Carolina di Baden                        |                                            |  |  |       |  |  |                       |  |  |                       |  |
|                                       | Francesco I delle Due Sicilie | Ferdinando IV di Napoli e III di Sicilia |                                            |  |  |       |  |  |                       |  |  |                       |  |
|                                       | Francesco I delle Due Sicilie | Ferdinando IV di Napoli e III di Sicilia |                                            |  |  |       |  |  |                       |  |  |                       |  |
|                                       | Francesco I delle Due Sicilie | Maria Carolina d'Austria                 |                                            |  |  |       |  |  |                       |  |  |                       |  |
| Ferdinando II delle Due Sicilie       | Francesco I delle Due Sicilie |                                          |                                            |  |  |       |  |  |                       |  |  |                       |  |
|                                       |                               | Maria Isabella di Spagna                 | Carlo IV di Spagna                         |  |  |       |  |  |                       |  |  |                       |  |
|                                       |                               | Maria Isabella di Spagna                 | Carlo IV di Spagna                         |  |  |       |  |  |                       |  |  |                       |  |
|                                       |                               | Maria Isabella di Spagna                 | Maria Luisa di Parma                       |  |  |       |  |  |                       |  |  |                       |  |
| Maria Annunziata delle Due Sicilie    |                               | Maria Isabella di Spagna                 |                                            |  |  |       |  |  |                       |  |  |                       |  |
|                                       |                               | Carlo d'Asburgo-Teschen                  | Leopoldo II d'Austria                      |  |  |       |  |  |                       |  |  |                       |  |
|                                       |                               | Carlo d'Asburgo-Teschen                  | Leopoldo II d'Austria                      |  |  |       |  |  |                       |  |  |                       |  |
|                                       |                               | Carlo d'Asburgo-Teschen                  | Maria Luisa di Spagna                      |  |  |       |  |  |                       |  |  |                       |  |
| Maria Teresa d'Austria                |                               | Carlo d'Asburgo-Teschen                  |                                            |  |  |       |  |  |                       |  |  |                       |  |
|                                       |                               | Enrichetta di Nassau-Weilburg            | Federico Guglielmo di Nassau-Weilburg      |  |  |       |  |  |                       |  |  |                       |  |
|                                       |                               | Enrichetta di Nassau-Weilburg            | Federico Guglielmo di Nassau-Weilburg      |  |  |       |  |  |                       |  |  |                       |  |
|                                       |                               | Enrichetta di Nassau-Weilburg            | Luisa Isabella di Kirchberg                |  |  |       |  |  |                       |  |  |                       |  |
|                                       |                               | Enrichetta di Nassau-Weilburg            |                                            |  |  |       |  |  |                       |  |  |                       |  |

## Stemma
| Image | Stemma                                                                                        |
| ----- | --------------------------------------------------------------------------------------------- |
|       | Francesco Ferdinando d'Austria-Este Arciduca d'Austria, Cavaliere dell'Ordine del Toson d'oro |